# Grotta Cesare Battisti
Grotta Cesare Battisti este o arie protejată (arie specială de conservare — SAC, sit de importanță comunitară — SCI) din Italia întinsă pe o suprafață de 0,45 ha, integral pe uscat.

## Localizare
Centrul sitului Grotta Cesare Battisti este situat la coordonatele 46°08′48″N 11°02′53″E / 46.146693°N 11.047943°E.

## Înființare
Situl Grotta Cesare Battisti a fost declarat sit de importanță comunitară în iunie 1995 pentru a proteja 1 specie de animale. Situl a fost protejat și ca arie specială de conservare în martie 2014.

## Biodiversitate
Situată în ecoregiunea alpină, aria protejată conține 1 habitat natural: Peșteri inaccesibile publicului.
La baza desemnării sitului se află o specie protejată de  mamifere: liliacul mic cu potcoavă (Rhinolophus hipposideros)
Pe lângă speciile protejate, pe teritoriul sitului au mai fost identificate 1 specie de mamifere.